# Єфремовка (Казахстан)
Єфре́мовка (каз. Ефремовка) — село у складі Павлодарського району Павлодарської області Казахстану. Адміністративний центр Єфремовського сільського округу.
Населення — 1134 особи (2021; 1090 у 2009, 1464 у 1999, 2017 у 1989).
Національний склад станом на 1989 рік:
- німці — 48 %
- росіяни — 28 %